# Idaea cantiata
Idaea cantiata là một loài bướm đêm trong họ Geometridae.